# Dyschoriste gracilicaulis
Dyschoriste gracilicaulis là một loài thực vật có hoa trong họ Ô rô. Loài này được (Benoist) Benoist mô tả khoa học đầu tiên năm 1967.